# Stade Jules Deschaseaux
Das Stade Jules Deschaseaux ist ein Fußballstadion in Le Havre im Département Seine-Maritime in der Region Normandie (Frankreich).

## Geschichte

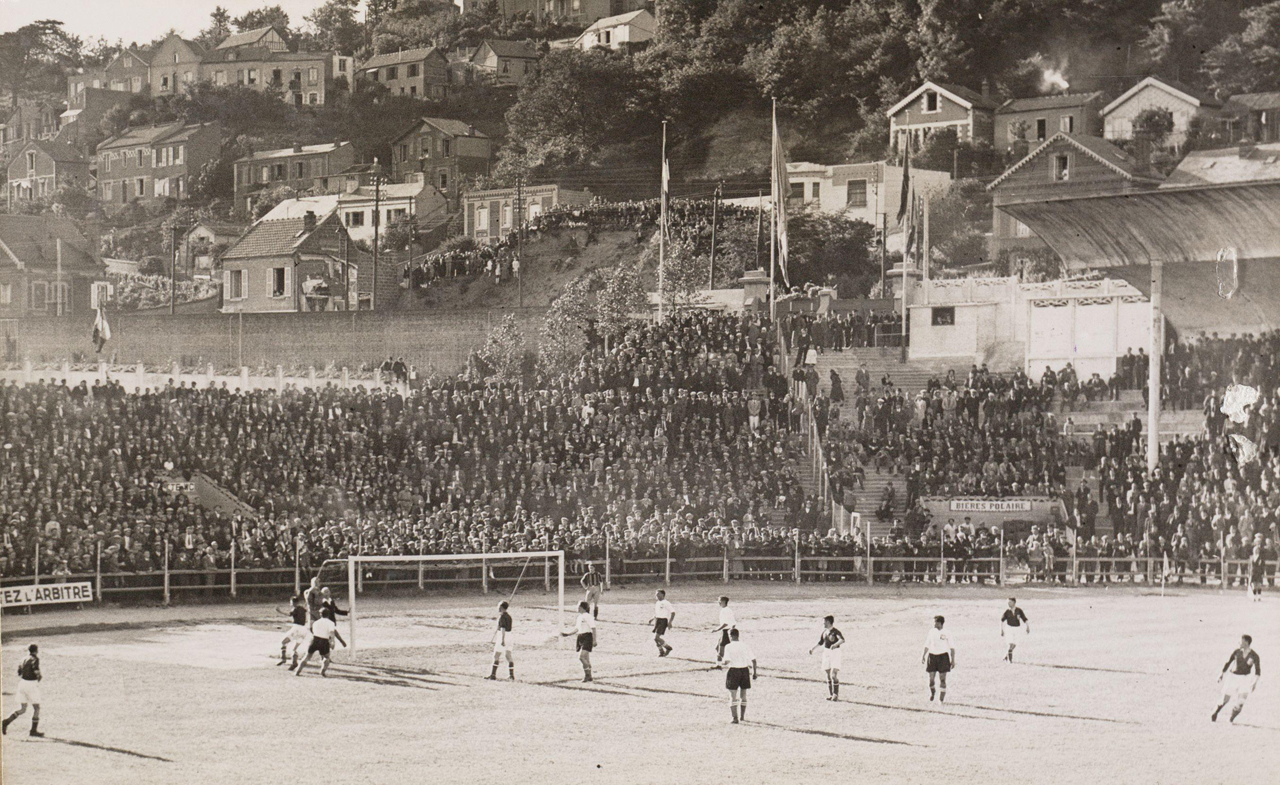
WM-Partie 1938 zwischen der Tschechoslowakei und den Niederlanden

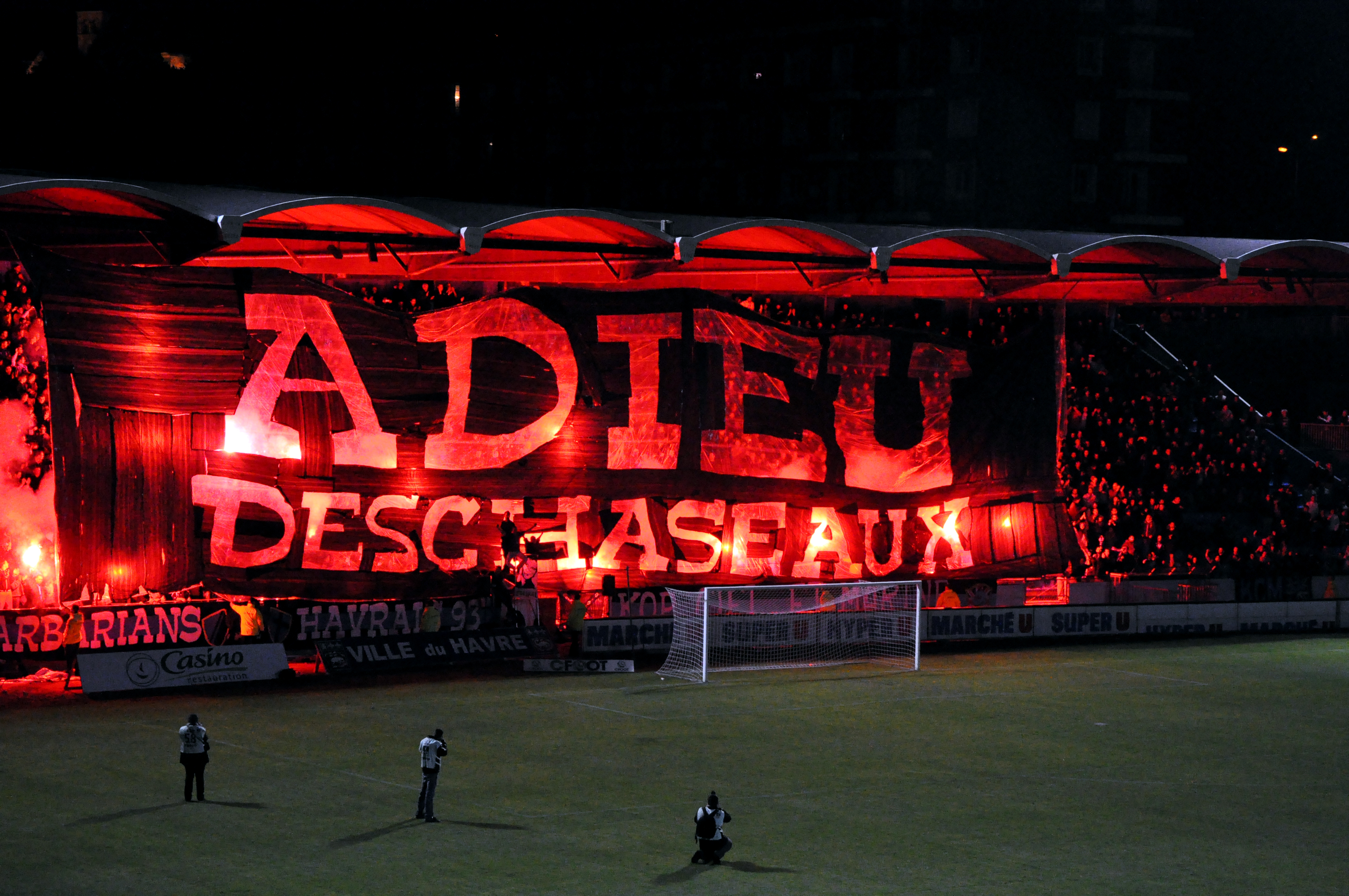
Das letzte Spiel des Le Havre AC im Stade Jules Deschaseaux am 18. Mai 2012

Das Stadion wurde 1932 als Stade Municipal du Havre eröffnet.
Für die Fußball-Weltmeisterschaft 1938 nennt die FIFA als Spielort der einzigen in Le Have ausgetragenen Partie – dem Achtelfinale zwischen der Tschechoslowakei und den Niederlanden (3:0 n. V.) – das Stade de la Cavée Verte als Spielort. Jedoch belegen Fotografien der Partie, dass es sich beim Spielort einwandfrei um das Stade Municipal handelte.
1954 wurde das Stadion nach einem Stadtrat von Le Havre, Jules Deschaseaux (1872–1957), benannt. Im Jahr 1971 zog der Le Havre AC aus seinem Stade de la Cavée Verte in das Jules Deschaseaux um. Sein maximales Fassungsvermögen betrug 22.000 Zuschauer. Mitte der 1990er-Jahre wurde es in ein Sitzplatzstadion umgebaut. Die vier Tribünen sind ganz überdacht und bieten heute 16.387 Menschen Platz. Der Besucherrekord mit 19.285 Zuschauern wurde am 16. August 1996 im Spiel Le Havre AC gegen Olympique Marseille aufgestellt.
Im Jahr 2004 begannen die ersten Planungen für ein neues Stadion, das das in die Jahre gekommene Stade Jules Deschaseaux ersetzen sollte. Am 9. September 2009 wurden die Pläne für ein neues Stadion in direkter Nähe vorgestellt.
Im Juli 2010 begannen die Arbeiten für die neue Arena namens Stade Océane. Die Eröffnung der Sport- und Veranstaltungsstätte mit 25.178 Plätzen wurde am 12. Juli 2012 gefeiert. Am 15. August 2012 fand darin als offizielle Eröffnung das Fußball-Länderspiel zwischen Frankreich und Uruguay (0:0) statt.